# L'uomo di paglia (romanzo)
L'uomo di paglia (The Scarecrow) è un romanzo poliziesco dello scrittore statunitense Michael Connelly pubblicato nel 2009. È il secondo romanzo, dopo Il poeta, con protagonista Jack McEvoy.
Il libro è stato tradotto in olandese, francese, catalano e altre lingue.

## Trama
Il giornalista di cronaca nera del Los Angeles Times Jack McEvoy è prossimo al licenziamento: l'avvento di Internet e dei media digitali sta progressivamente erodendo il giornalismo tradizionale e McEvoy, nonostante la lunga militanza e il grande successo ottenuto dodici anni prima con Il Poeta, è nella lista dei 100 dipendenti da tagliare.
A McEvoy restano due settimane nelle quali è alla ricerca dello scoop della sua carriera che induca la direzione a cambiare idea e l'occasione propizia sembra essere rappresentata dall'arresto del sedicenne nero Alonso Winslow, accusato dell'omicidio di una ballerina.
McEvoy trova un'analogia con un altro omicidio simile e vuole scoprire chi è il vero assassino, ma si troverà ad affrontare un pericoloso percorso insieme all'agente federale, nonché sua ex amante, Rachel Walling.
McEvoy e Walling, presi dalla vicenda e da un possibile ritorno di fiamma, sono convinti di avere a che fare con un killer moderno, il quale sfrutta la rete informatica per compiere i suoi crimini, e che si nasconde dietro a una web farm, la Western Data.

## Edizioni in italiano
- Michael Connelly, L'uomo di paglia, traduzione di Stefano Tettamanti e Giuliana Traverso, Milano: Piemme, 2011
- Michael Connelly, L'uomo di paglia, traduzione di Stefano Tettamanti e Giuliana Traverso, Milano: Piemme: Pickwick, 2014